# Ouara (département)
Pour les articles homonymes, voir Ouara.
Le Ouara est un des quatre départements composant la région du Ouaddaï au Tchad. Son chef-lieu est Abéché.

## Subdivisions
Le département de Ouara est divisé en 7 sous-préfectures :
- Abéché
- Abougoudam
- Chokoyan
- Bourtaïl
- Amleyouna
- Gurry
- Marfa

## Administration
Préfets de Ouara (depuis 2002)
- ? : Laoukoura Guaye (en poste en août 2007)
- 9 octobre 2008 : Kidandï Djossala Thomas[1]